# Damjan Gojkov
Damjan Gojkov (in serbo Дамјан Гојков?; Vrbas, 2 gennaio 1998) è un calciatore serbo, attaccante del Vrbas.

## Caratteristiche tecniche
È un'ala destra.

## Carriera

### Club
Cresciuto nel settore giovanile dell'OFK Belgrado, ha esordito in prima squadra il 24 maggio 2015 disputando l'incontro di prima divisione serba perso 5-3 contro lo Jagodina. Acquistato dalla Stella Rossa nel 2017, dopo un anno in prestito al Bežanija è stato ceduto al Vojvodina. Il 25 luglio 2019 ha firmato per lo Spartak Subotica.

### Nazionale
Ha giocato nella nazionale serba Under-19.